# Ірена Павлович
Ірена Павлович (фр. Irena Pavlovic; нар. 28 вересня 1988) — колишня французька тенісистка.
Найвищу одиночну позицію світового рейтингу — 138 місце досягла 8 жовтня 2012, парну — 107 місце — 21 лютого 2011 року.
Здобула 4 одиночні та 14 парних титулів туру ITF.
Найвищим досягненням на турнірах Великого шолома було 2 коло в одиночному розряді.

## Фінали ITF
| Легенда          |
| ---------------- |
| турніри $100,000 |
| турніри $75,000  |
| турніри $50,000  |
| турніри $25,000  |
| турніри $10,000  |

### Одиночний розряд: 14 (4–10)
| Результат | Ранг | Дата              | Турнір                              | Покриття   | Суперниця           | Рахунок       |
| --------- | ---- | ----------------- | ----------------------------------- | ---------- | ------------------- | ------------- |
| Поразка   | 1.   | 22 січня 2006     | ITF Тіптон, Велика Британія         | Тверде (i) | Віржині Піше        | 4–6, 1–6      |
| Поразка   | 2.   | 29 січня 2006     | ITF Галл, Велика Британія           | Тверде (i) | Мелані Саут         | 4–6, 1–6      |
| Перемога  | 3.   | 22 липня 2006     | ITF Фрінтон, Велика Британія        | Трава      | Джорджи Джент       | 6–2, 6–4      |
| Перемога  | 4.   | 13 серпня 2006    | ITF Wrexham, Велика Британія        | Тверде     | Джейн О'Доног'ю     | 6–3, 6–7, 7–6 |
| Поразка   | 5.   | 15 жовтня 2006    | ITF Джерсі, Велика Британія         | Тверде (i) | Анджелік Кербер     | 0–6, 4–6      |
| Поразка   | 6.   | 26 лютого 2007    | ITF Портіман, Португалія            | Тверде     | Неуза Сілва         | 6–7(2–7), 4–6 |
| Перемога  | 7.   | 18 листопада 2007 | ITF Нуріоотпа, Австралія            | Тверде     | Монік Адамчак       | 6–2, 5–7, 6–4 |
| Поразка   | 8.   | 6 грудня 2009     | ITF Бендіго, Австралія              | Тверде     | Алісія Молік        | 3–6, 4–6      |
| Поразка   | 9.   | 19 квітня 2010    | ITF Кімхе, Південна Корея           | Тверде     | Латіша Чжань        | 2–6, 1–6      |
| Поразка   | 10.  | 6 червня 2010     | ITF Сараєво, Боснія і Герцеговина   | Ґрунт      | Ліана Унгур         | 3–6, 0–6      |
| Поразка   | 11.  | 13 вересня 2010   | ITF Алфен-ан-ден-Рейн, Нідерланди   | Ґрунт      | Юлія Шруфф          | 0–6, 3–6      |
| Перемога  | 12.  | 7 липня 2013      | ITF Мідделбург, Нідерланди          | Ґрунт      | Ангелік ван дер Мет | 6–3, 6–4      |
| Поразка   | 13.  | 11 серпня 2013    | ITF Коксейде, Бельгія               | Ґрунт      | Рішель Гогеркамп    | 4–6, 1–6      |
| Поразка   | 14.  | 8 лютого 2014     | Launceston International, Австралія | Тверде     | Олівія Роговська    | 7–5, 4–6, 0–6 |

### Парний розряд: 23 (14–9)
| Результат | Ранг | Дата              | Турнір                            | Покриття   | Партнерка          | Суперниці                               | Рахунок               |
| --------- | ---- | ----------------- | --------------------------------- | ---------- | ------------------ | --------------------------------------- | --------------------- |
| Поразка   | 1.   | 8 жовтня 2006     | ITF Нант, Франція                 | Тверде (i) | Сабіне Лісіцкі     | Ребекка Льєвеллін Мелані Саут           | 2–6, 0–6              |
| Перемога  | 2.   | 20 вересня 2008   | ITF Мадрид, Іспанія               | Тверде     | Жюлі Куен          | Юлія Бейгельзимер Анастасія Полторацька | 6–3, 6–4              |
| Поразка   | 3.   | 27 вересня 2008   | ITF Гранада, Іспанія              | Тверде     | Регіна Куликова    | Летісія Костас Майте Габаррус-Алонсо    | w/o                   |
| Перемога  | 4.   | 19 грудня 2008    | ITF Дубай, ОАЕ                    | Тверде     | Маша Зец-Пешкірич  | Олена Чалова Валерія Савіних            | 7–6(8–6), 3–6, [10–3] |
| Перемога  | 5.   | 26 вересня 2009   | ITF Мадрид, Іспанія               | Тверде     | Ніна Братчикова    | Клер Феерстен Констанс Сібій            | 6–2, 6–4              |
| Перемога  | 6.   | 4 грудня 2009     | ITF Бендіго, Австралія            | Тверде     | Аріна Родіонова    | Джоселін Рей Емелін Старр               | 6–3, 7–6(7–3)         |
| Перемога  | 7.   | 7 лютого 2010     | ITF Бельфор, Франція              | Килим (i)  | Олена Бовіна       | Нікола Гофманова Каріна Пімкіна         | 6–2, 2–6, [10–6]      |
| Перемога  | 8.   | 6 березня 2010    | ITF Мінськ, Білорусь              | Тверде (i) | Олена Бовіна       | Марет Ані Віталія Дяченко               | 6–0, 6–1              |
| Перемога  | 9.   | 28 березня 2010   | ITF Москва, Росія                 | Тверде (i) | Ніна Братчикова    | Людмила Кіченок Надія Кіченок           | 6–7(4–7), 6–2, [10–3] |
| Перемога  | 10.  | 14 травня 2010    | ITF Казерта, Італія               | Ґрунт      | Катерина Деголевич | Ніколе Клеріко Ребекка Маріно           | 6–3, 6–3              |
| Перемога  | 11.  | 5 червня 2010     | ITF Сараєво, Боснія і Герцеговина | Ґрунт      | Ірина Бурячок      | Ніколе Клеріко Кароліна Косіньська      | 6–1, 6–1              |
| Перемога  | 12.  | 4 липня 2010      | ITF Штутгарт, Німеччина           | Ґрунт      | Менді Мінелла      | Магдалена Кіщиньська Еріка Сема         | 6–3, 6–4              |
| Поразка   | 13.  | 12 вересня 2010   | ITF Алфен-ан-ден-Рейн, Нідерланди | Ґрунт      | Ксенія Ликіна      | Даніелле Гармсен Бібіана Схофс          | 3–6, 2–6              |
| Перемога  | 14.  | 25 вересня 2010   | ITF Шрусбері, Велика Британія     | Тверде (i) | Віталія Дяченко    | Клер Феерстен Весна Долонц              | 4–6, 6–4, [10–6]      |
| Перемога  | 15.  | 17 жовтня 2010    | ITF Жуе-ле-Тур, Франція           | Тверде (i) | Татьяна Марія      | Стефані Коен-Алоро Селіма Сфар          | 6–4, 5–7, [10–8]      |
| Перемога  | 16.  | 20 листопада 2010 | ITF Братислава, Словаччина        | Тверде (i) | Емма Лайне         | Клер Феерстен Валерія Савіних           | 6–4, 6–4              |
| Поразка   | 17.  | 12 червня 2011    | ITF Кампобассо, Італія            | Ґрунт      | Ані Міячика        | Майлен Ору Марія Ірігоєн                | 2–6, 6–3, 4–6         |
| Перемога  | 18.  | 3 липня 2011      | ITF Пособланко, Іспанія           | Тверде     | Ніна Братчикова    | Марина Мельникова Сопія Шапатава        | 6–2, 6–4              |
| Поразка   | 19.  | 17 липня 2011     | ITF Касерес, Іспанія              | Тверде     | Вікторія Ларр'єр   | Рішель Гогеркамп Марія Жуан Келер       | 4–6, 4–6              |
| Поразка   | 20.  | 28 серпня 2011    | ITF Стамбул, Туреччина            | Тверде     | Сандра Клеменшиц   | Жюлі Куен Ева Грдінова                  | 4–6, 5–7              |
| Поразка   | 21.  | 15 жовтня 2011    | ITF Жуе-ле-Тур, Франція           | Тверде (i) | Ейріні Георгату    | Людмила Кіченок Надія Кіченок           | 2–6, 0–6              |
| Поразка   | 22.  | 20 жовтня 2012    | ITF Лімож, Франція                | Тверде (i) | Штефані Феґеле     | Магда Лінетт Сандра Заневська           | 1–6, 7–5, [5–10]      |
| Поразка   | 23.  | 26 квітня 2014    | ITF Сеул, Південна Корея          | Тверде     | Крістіна Плішкова  | Чжань Цзіньвей Чжуан Цзяжун             | 4–6, 3–6              |